# Ромбакский мост
Ромбакский мост (норв. Rombaksbrua) — автодорожный висячий мост через фьорд Ромбакен (ответвление Уфут-фьорда) в коммуне Нарвик, фюльке Нурланн, Норвегия. На момент окончания строительства это был самый длинный висячий мост в Норвегии. До открытия в декабре 2018 года Холугаланнского моста по мосту проходила дорога E 6.

## История
Мост заменил паромную переправу между Нарвиком и Ойордом, существовавшую с 1927 года. Проект моста был разработан Мостовым отделом Дирекции общественных дорог (норв. Bruavdelingen Vegdirektoratet). Финансирование проекта в основном осуществлялось за счет государственных средств, а также оплаты дорожных сборов. Для управления проектом была создана компания Rombaksbrua A/S.
Строительные работы были начаты летом 1961 года. Бетонные работы выполнялись компаниями Betongbygg A/S, A/S Anlegg и Christie & Opsahl A/S. Несущие кабели были изготовлены в Германии компанией Westfälische Hüttenunion A/G. Монтаж кабелей и металлического пролётного строения производился компанией Alfr. Andersen Mek. Verksted совместно с Nabbetorp Mek. Verksted. 
В августе 1964 года один из рабочих выжил, упав с высоты около 45 м.
Торжественное открытие моста состоялось 26 сентября 1964 года в присутствии министра транспорта Эрика Химле. Общая стоимость строительства составила около 15,2 млн крон.

## Конструкция
Мост висячий. По своей конструкции схож с Бревикским мостом, построенным ранее. Схема разбивки на пролёты: 10,0 + 8х15,0 + 105,0 + 325,0 + 105,0 + 5х15,0 + 10,0 = 750,0 м. Балка жесткости пролётного строения — металлическая ферма, пилоны моста монолитные железобетонные, несущие тросы состоят из 24 проволок диаметром 72 мм. Боковые пролёты рамные из монолитного железобетона.
Главный пролёт моста составляет 325 м, общая длина — 765 м, ширина — 9,3 м (в том числе ширина проезжей части 7,5 м и 2 тротуара по 0,75 м). На мосту две полосы движения для движения транспорта.